# Morehead City
Morehead City – miasto portowe w hrabstwie Carteret, w stanie Karolina Północna, w Stanach Zjednoczonych. Według spisu w 2020 roku liczy 9556 mieszkańców.
Gospodarka miasta opiera się na rybołówstwie. Jest jednym z najgłębszych portów na wschodnim wybrzeżu Stanów Zjednoczonych. Drugi co do wielkości port importujący kauczuk naturalny, oraz czołowy port eksportujący fosforyty w Stanach Zjednoczonych.